# Czesław Konopka
Czesław Józef Konopka (ur. 5 lipca 1907 w Będzinie, zm. 4 września 1967 w Warszawie) – polski architekt.

## Życiorys

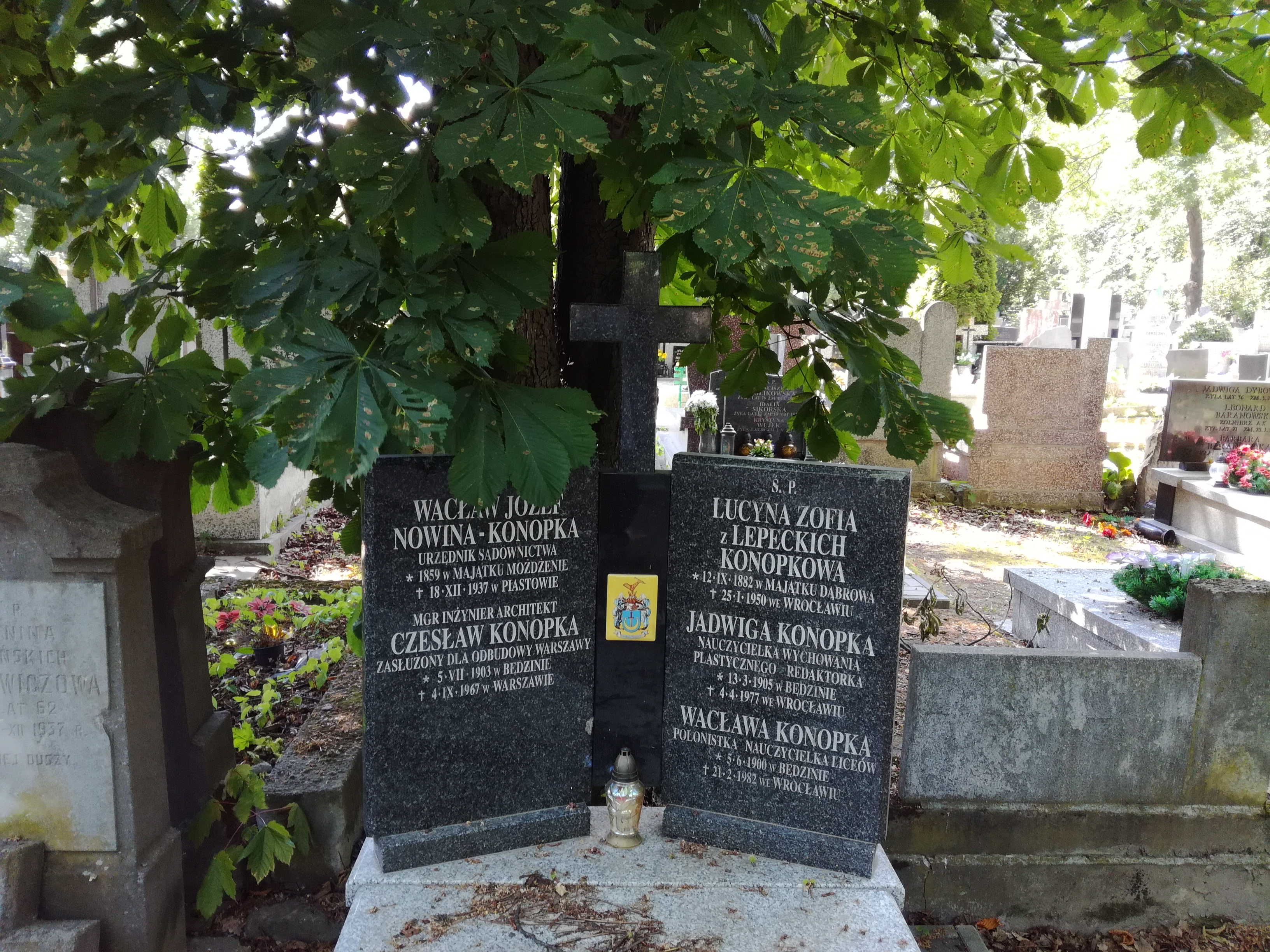
Grób Czesława Konopki na cmentarzu Bródnowskim

W 1931 ukończył studia na Wydziale Architektury Politechniki Warszawskiej, a następnie wyjechał do Łucka, gdzie pracował jako architekt miejski. Od 1934 był członkiem łuckiego Koła Architektów, a od 1939 członkiem tamtejszego Oddziału SARP. Po II wojnie światowej zamieszkał w Warszawie, gdzie początkowo pracował w Warszawskiej Dyrekcji Odbudowy, był członkiem warszawskiego Oddziału SARP. Następnie był zawodowo związany z Centralnym Biurem Projektów Architektonicznych i Budowlanych (CBPAiB) oraz z Miastoprojektem Stolica. W 1958 został odznaczony Brązową Odznaką SARP.
Zmarł w 1967, pochowany na cmentarzu Bródnowskim w Warszawie (kwatera 34K-3-5).

## Realizacje
- Dom Pracy Twórczej dla pracowników Instytutu Higieny Psychicznej w Zagórzu[2];
- odbudowa pałacu Paca (Radziwiłłów) w Warszawie jako Ministerstwa Zdrowia (1948-51) (współautor Henryk Białobrzeski);
- rozbudowa Domu Akcji Katolickiej im. Piusa XI na potrzeby Opery Warszawskiej (1953) (współautor Henryk Białobrzeski).